# The Shooting of Dan McGrew (film 1924)
The Shooting of Dan McGrew è un film muto del 1924 diretto da Clarence Badger. La sceneggiatura di Winifred Dunn si basa su The Spell of the Yukon and Other Verses di Robert William Service pubblicato a New York nel 1907.
È il remake di The Shooting of Dan McGrew, film del 1914 diretto da Herbert Blaché.

## Trama
Benché la loro compagnia di ballo abbia successo in Sud America, Lou - la primadonna - spinge Jim, il marito, a cercare altre piazze per portar via il loro bambino di due anni. Quando Dan McGrew batte suo marito e le offre di andare con lui negli Stati Uniti, promettendole di farla diventare una stella dei palcoscenici di New York, Lou parte con lui. Ma McGrew la porta invece in Alaska, dove Lou diventa l'attrazione principale di un saloon di Malamute. Avendo saputo dell'inganno in cui è caduta sua moglie, Jim si reca nel Klondike. Ucciso McGrew, la famigliola è di nuovo riunita.

## Produzione
Il film fu prodotto dalla Metro-Sawyer-Lubin e dalla S-L Productions.

## Distribuzione
Il copyright del film, richiesto dalla S-L Productions, fu registrato il 9 aprile 1924 con il numero LP20126.
Distribuito negli Stati Uniti dalla Metro Pictures Corporation, il film uscì nelle sale cinematografiche il 31 marzo 1924. Ebbe una distribuzione internazionale: in Austria, Germania e Finlandia, uscì nel 1925; in Portogallo, con il titolo Neves Eternas, il 7 novembre 1927.
Copia completa della pellicola si trova conservata negli archivi della Gosfilmofond di Mosca.